# Lonomia
Lonomia là một chi bướm trong Họ Ngài hoàng đế (Saturniidae), chúng được biết đến nhiều với tên gọi sâu róm Lonomia, được cho là các loài sâu róm độc nhất thế giới. Chúng sống trong các khu rừng nhiệt đới miền Nam Brazil. Các loài sâu róm được người dân địa phương gọi là chú hề lười biếng.

## Nọc độc
khác hẳn với bề ngoài hiền lành, chúng chứa trong mình một loại độc tố chết người. Nếu không may chạm phải những chiếc gai trên mình loài sâu róm này, con người có thể bị chảy máu trong, suy gan và bị chứng bệnh Huyết tan (hemolysis). Dựa trên kinh nghiệm dân bản địa, chỉ cần chạm tay vào loài sâu róm này là coi như chạm tay vào "lưỡi hái tử thần".
Chất độc của loài côn trùng chết chóc này được liệt vào danh sách những chất độc có thể gây chết người với liều lượng ít nhất. Nọc độc của loài sâu róm Lonomia là một trong những chất độc gây chết người nhanh nhất từng được phát hiện trên thế giới. Bệnh nhân có thể tử vong chỉ 6 giây sau khi bị trúng độc (ít hơn 0,06 giây so với khi bị loài rắn độc nhất cắn).
Sâu róm này rất khó phát hiện. Chúng sống trên các thân cây và ẩn mình dưới lớp vỏ nhiều màu sắc. Trong nhiều trường hợp, việc phát hiện ra sự hiện diện của chúng đồng nghĩa với cái chết đã đến. Loài sâu róm Lonomia chỉ xuất hiện trong lớp vỏ màu sáng dễ phát hiện 2 hoặc 3 tháng trong năm. Thời gian còn lại, chúng ẩn mình và chuyển sang màu tối rất khó nhận thấy do đó nên tránh xa những loài sâu róm ẩn mình trong những lớp vỏ cây tại các khu rừng nhiệt đới miền Nam Brazil.

## Các loài
- Lonomia achelous (Cramer, 1777) — Bolivia, Venezuela, Colombia, Ecuador, French Guiana, Brazil, Peru, Suriname
- Lonomia beneluzi Lemaire, 2002 — French Guiana
- Lonomia camox Lemaire, 1972 — Venezuela, French Guiana, Suriname
- Lonomia columbiana Lemaire, 1972 — Costa Rica, Panama, Colombia
- Lonomia descimoni Lemaire, 1972 — Bolivia, Colombia, Ecuador, French Guiana, Peru, Suriname, Brazil, Suriname
- Lonomia diabolus Draudt, 1929 — Brazil, French Guiana
- Lonomia electra Druce, 1886 — Central America up to Mexico
- Lonomia francescae L. Racheli, 2005 — Ecuador
- Lonomia frankae Meister, Naumann, Brosch & Wenczel, 2005 — Peru
- Lonomia obliqua Walker, 1855 — Argentina, Brazil, Uruguay
- Lonomia pseudobliqua Lemaire, 1973 — Bolivia, Colombia, Ecuador, Venezuela, Peru
- Lonomia rufescens Lemaire, 1972 — Nicaragua to Panama, Colombia, Peru
- Lonomia serranoi Lemaire, 2002 — El Salvador
- Lonomia venezuelensis Lemaire, 1972 — Venezuela